# 朱多煴
朱多煴（？—？），字中美，号午溪，明朝宁藩奉国将军，瑞昌荣安王朱覲鐊的曾孙，祖父镇国将军朱宸渥，其父辅国将军朱拱榶。
朱多煴的兄弟辈多有知名之人。朱多煴、朱多炖以孝友著称。朱多煪、朱多𤆼以秉礼严肃庄重著称。朱多𤏳、朱多煃、朱多炘以善词赋知名。而朱多煴与再从兄朱多煡杜门谢客，多卖书籍，以校勘为乐。万历年间，督抚推荐朱多煴理瑞昌王府事，朱多煴辞谢不任。行草得钟繇、王羲之书法，也自珍惜。每幅作品一出，好事者重价购而去，比之兰亭禊帖。著有《藩献记》、《书史会要》。